# 4067 Mikhelʹson
4067 Mikhelʹson је астероид главног астероидног појаса са средњом удаљеношћу од Сунца која износи 2,627 астрономских јединица (АЈ).
Апсолутна магнитуда астероида је 13,0.